# 香海正覺蓮社佛教馬錦燦紀念英文中學
香海正覺蓮社佛教馬錦燦紀念英文中學（英語：HHCKLA Buddhist Ma Kam Chan Memorial English Secondary School）是香港一所英文授課中學，成立於1993年，是香海正覺蓮社主辦的第2所文法中學，校訓為「覺正行儀」。

## 著名/傑出校友
- 蕭麗芠（蕭凱欣）：香港女演員（2006年中五畢業）
- 鍾夕：香港網絡短劇創作人及演員（2007年中五畢業）